# HD169830c
HD169830c — екзопланета, швидше за все, газовий гігант, мінімальна маса якої в три з половиною рази перевищує масу Юпітера. Його орбіта ексцентрична, з періодом (ріком) 1830 днів.  У 2022 році справжня маса та нахил HD 169830 c були виміряні за допомогою астрометрії. 